# 別に、友達とかじゃない
『別に、友達とかじゃない』（べつに、ともだちとかじゃない）は、2020年公開の日本映画。ネット番組『モクベン』のドラ2(ドラマ2組)の3人の初主演映画。地方に住む幼馴染3人の女子高生を主人公として、高校卒業を控えた彼女たちの心の葛藤と友情を描いた青春ドラマ。監督は八重樫 風雅、主演はモクベン・ドラ2のメンバーである寺本莉緒・秋谷百音・植田雅の3人。主題歌を同じくモクベンの『うた3(大矢梨華子・村田寛奈(9nine)・佐野舞香)』が担当し、ドラ2のメンバーであった碓井玲菜がOB役と同時に衣装スタイリングも担当した。2020年11月16日から浅草九劇にて1週間限定上映された。

## あらすじ
どこにでもあるような町でごくごく平凡な人生を送ってきて、将来への漠然とした不安を抱えていた高校3年生の涼子は、学校帰りに久しぶりに同級生の睦と恵麻に出会う。固くなに心をひらいていなかった3人が、卒業式の帰り道、ふとしたきっかけから、お互いに将来への思いを少しずつさらけ出し始める。

## キャスト
- 城田 恵麻：寺本莉緒
- 藤代 涼子：秋谷百音
- 木村　睦：植田雅
- 戸田 柚葉 ：碓井玲菜
- 双葉
- 吉田明加
- 黒川まりあ
- 北林茉子
- 村内唯花

## スタッフ
- 監督：八重樫風雅
- 脚本：北川亜矢子
- 音楽：杉田未央
- 主題歌：「別に、友達とかじゃない」
- 撮影：堀部道将
- 照明：野村直樹
- 録音：近藤崇生
- 助監督：牧野将
- 記録：唐仁原朝乃
- ヘアメイク：奥田真莉
- スタイリスト：碓井玲菜
- スチール：葵
- 編集協力：山崎梓
- カラリスト：岩野豪洋
- オンライン編集：本山努
- 整音：沼田 紀之
- 制作担当：池田 光士郎
- 制作応援：中川聡子、山本真優美
- 撮影助手：生和良大
- ヘアメイクアシスタント：富永菜瑞
- 整音助手：小椋健太、太斎省治
- ポストプロダクション：イメージスタジオ109
- 営業：滝波豊
- 特別協力・チェキ提供：富士フイルムイメージングシステムズ株式会社、門田裕、吉村英紀、近藤万祐子
- 撮影協力：わたらせフィルムコミッション、上毛電気鉄道、ベーカリーカフェ レンガ、日の出堂文具店、関口光則
- 宿泊協力：パークイン桐生
- 衣裳協力：mellowneon　CONOMi
- 協力：妻木智希、白岩あすか、周藤史朗、赤石十郎、三輪牧場
- エグゼクティブプロデューサー：本間憲
- プロデューサー：森永恭平、山𦚰陵、後藤和弘
- アシスタントプロデューサー：下村美雨、西川淳、太田悠華
- 宣伝プロデューサー： 河村乃里子、岡田拓朗
- マネジメント：西原勝煕、神崎雅暢、澤藤友哉、菊地陽介、宇都宮桃子、會田瑞果、後出七菜
- 制作協力：SDP、オフィスアッシュ
- 制作：ブリキ、灯
- 製作：レプロエンタテインメント

## プレ上映会
上映に先立ち、2020年11月13日(金)に浅草九劇にて、プレ上映会が開催された。また、主演の3人と司会の井口綾子によるトークショーも行われた。

## 一週間限定上映＆写真展
2020年11月16日(月)〜11月21日(土)に浅草九劇にて、一週間限定で上映すると同時に、ロビーにて写真展も開催された。11月18日には公開記念舞台挨拶が行われ、主演の3人と監督である八重樫風雅と脚本の北川亜矢子が登壇した。

## 上映
シネマテークたかさき(群馬県)にて、2021年3月27日〜4月2日まで上映。

## メディア

### テレビ
- ひるポチッ!（2021年3月19日、群馬テレビ） - 寺本・秋谷・植田の3人がゲスト出演。